# 제국주의론
《제국주의론》(帝國主義論), 원제 《제국주의, 자본주의의 최고단계》(러시아어: Империализм, как высшая стадия капитализма, 문자 개혁 이전: 
Имперіализмъ, какъ новѣйшій этапъ капитализма, 문화어: 자본주의의 최고단계로서의 제국주의)는 1916년 블라디미르 레닌이 저작하고 1917년에 출간된 마르크스주의 정치경제학 서적이다.

## 구성
1. 생산의 집적과 독점(Концентрація производства и монополіи)
2. 은행과 그 새로운 역할(Банки и ихъ новая роль)
3. 금융자본과 금융과두제(Финансовый капиталъ и финансовая олигархія)
4. 자본수출(Вывозъ капитала)
5. 자본가단체들 간의 세계분할(Раздѣлъ міра между союзами капиталистовъ)
6. 열강 간의 세계분할(Раздѣлъ міра между великими державами)
7. 자본주의의 특수한 단계로서의 제국주의(Имперіализмъ, какъ особая стадія капитализма)
8. 자본주의의 기생성과 부후화(Паразитизмъ и загниваніе капитализма)
9. 제국주의 비판(Критика имперіализма)
10. 제국주의의 역사적 위치(Историческое мѣсто имперіализма)

### 내용
1914년, 제1차 세계대전 발발시 당시 멘셰비키와 개량주의자들을 포함한 다수의 각국 사회주의자들은 조국방위라는 명분으로 전쟁을 지지했다. 그러나 블라디미르 레닌을 주축으로한 볼셰비키는 이 전쟁을 자본주의의 전형적인 제국주의 전쟁이라고 반대했다. 그러므로 《제국주의론》이라는 소책자는 당시 시대적 상황을 배경으로 자본주의와 제국주의 간의 불가분 관계, 자본주의의 모순 그리고 사회주의 혁명의 필연성을 마르크스주의 철학과 경제학을 기점으로 연구하기 위해 저술된 것이다. 그러므로 이 책에서는 자본주의의 모순을 설명하면서도 동시에 사회민주주의자들과 칼 카우츠키의 기회주의적 발상도 비판했다.
이런 특징을 가진 제국주의론은 마르크스-레닌주의 연구에 필요한 필독서이며, 아직까지도 자본주의와 신제국주의를 연구할 때 이 제국주의론이라는 블라디미르 레닌의 저서가 폭넓게 활용되고있다.

### 해설본
대표적으로 1986년에 남상일이 엮은 《제국주의론》해설본이 있다.

## 같이 보기
- 자본론
- 세계화
- 정치경제학
- 신제국주의
- 초제국주의
- 자본축적론
- 마르크스-레닌주의